# Кулешова, Татьяна Владимировна (футболистка)
Татьяна Владимировна Кулешова (25 июля 1987) — российская футболистка, защитница и полузащитница, игрок в мини-футбол и пляжный футбол. Мастер спорта России международного класса по мини-футболу (2014).

## Биография
В большом футболе выступала за клубы высшей лиги России московские «Чертаново» и «Измайлово».
В мини-футболе в начале карьеры играла за клубы «Виктория» (Нижний Новгород), «Старый городок» (Одинцово) и другие. С 2010 года более десяти лет представляла клуб «Спартак-Котельники»/«Снежана-Котельники» (Москва). Выступала за сборную России по мини-футболу. Серебряный призёр чемпионата мира 2015 года, на турнире забила три гола — один на групповой стадии против Испании (3:1) и «дубль» в полуфинале с Португалией (7:2). Второй призёр «Турнира четырёх наций» (2017). В 2017—2019 годах сыграла 10 матчей и забила 3 гола за сборную России, о более ранней статистике сведений нет[уточнить].
Также выступала в пляжном футболе, принимала участие в финальных турнирах чемпионата России. Чемпионка России 2013 года в составе московского «Локомотива» (5 матчей, 6 голов), бронзовый призёр 2015 года в составе РГАУ-МСХА (4 матча, 2 гола). В 2018 году была в заявке клуба «Нева» (Санкт-Петербург), но на поле не выходила.
Работала главным тренером любительского мини-футбольного клуба «Легион».